# Овчаров Олександр Михайлович
Олександр Михайлович Овчаров (нар. 28 березня 1916 — пом. 23 серпня 1993) — радянський військовик, Герой Радянського Союзу (1945).

## Життєпис
Народився в селі Старогородка (нині в межах міста Остер, Козелецький район Чернігівської області України) у сім'ї робітників. Українець. Закінчив Чернігівський педагогічний інститут. Працював у цьому ж інституті.
З 1937 року у РСЧА. В 1938 році закінчив командні курси. Брав участь у Радянсько-фінській війні. Член ВКП(б) з 1939 року.
Брав участь у німецько-радянській війні з листопада 1942 року. Командир 45-ї механізованої бригади (5-й механізований корпус, 6-а танкова армія, 2-й Український фронт) гвардії підполковник Овчаров у боях 20-30 серпня 1944 року вміло організував прорив противника. Бригада брала участь у заволодінні міста Васлуй (Румунія). У ході наступу бригада захопила у полон тисячі гітлерівців, а також велику кількість техніки.
Після війни продовжував службу в радянській армії.
В 1954 році закінчив вищі академічні курси при Військовій академії імені Фрунзе.
З 1974 генерал-майор танкових військ О. М. Овчаров у відставці. Жив у Волгограді.

## Звання та нагороди
28 квітня 1945 року Олександр Михайлович Овчаров присвоєно звання Герой Радянського Союзу.
Також нагороджений:
- орденом Леніна
- орденом Червоного Прапора
- орденом Кутузова 2 ступеня
- орденом Вітчизняної війни 1 ступеня
- орденом Червоної Зірки
- медалями